# Río Lonquimay
Río Lonquimay är ett vattendrag i Chile.   Det ligger i regionen Región de la Araucanía, i den södra delen av landet, 600 km söder om huvudstaden Santiago de Chile.
Omgivningarna runt Río Lonquimay är i huvudsak ett öppet busklandskap. Runt Río Lonquimay är det mycket glesbefolkat, med 3 invånare per kvadratkilometer.